# Federación Deportiva Nacional de Pentathlon Moderno de Chile
La Federación Deportiva Nacional de Pentathlon Moderno de Chile (FEPECHI) es la organización deportiva encargada de organizar las actividades del Pentatlón moderno en Chile, y lo representa ante la UIPM desde su fundación en 1948. Su sede se encuentra en Santiago, Chile. 

## Pentatletas chilenos

### Hombres
| - Esteban Bustos - Martín Gajardo | - Benjamín Ortiz |

### Mujeres
| - Javiera Rosas - Loreto Gajardo | - Rosario Gajardo |